# Cesenatico
Cesenatico ist eine Stadt an der Adria in der italienischen Provinz Forlì-Cesena mit 26.008 Einwohnern (Stand 31. Dezember 2023). Sie liegt in der Region Emilia-Romagna, etwa 20 Kilometer nordwestlich von Rimini. Die Nachbargemeinden sind Cervia, Cesena, Gambettola und Gatteo.
Zahlreiche Hotels, Restaurants und Eiscafés prägen die Hauptstraße des Ortes. Einige Stadtteile wie Valverde oder Villamarina sind vom Familientourismus geprägt. Die Wahrzeichen Cesenaticos sind das von 1957 bis 1958 erbaute 38-stöckige Hochhaus Grattacielo di Cesenatico und das Grand Hotel Cesenatico. 1960 wurde das Rathaus durch den Architekten Gio Ponti neu errichtet.
Der von Leonardo da Vinci geplante Hafen von Cesenatico ist allein durch seine Form sehr effektiv gegen Versandung geschützt und teilt die Stadt in zwei große Zonen, Ponente im Norden und Levante im Süden. Im Hafen liegen einige Museumsschiffe.

## Geschichte
Im Jahre 1314 gelang es den Bürgern von Cesena gegen den vorherigen Widerstand sowohl von Ravenna im Norden als auch Rimini im Süden, an der Adria einen Hafen zu errichten, den sie Cesenatico nannten. Der Hafen und die dazugehörige Festung wurden erstmals 1328 zerstört. Die Festung wurde im selben Jahr wieder aufgebaut, der Hafen wurde jedoch erst sechs Jahre später wiedereröffnet, als Francesco II. Ordelaffi in Cesena regierte.
Bis zur zweiten Hälfte des 18. Jahrhunderts war in Cesenatico eine Saline in Betrieb, aber da es im nahegelegenen Cervia gleichzeitig umfangreichere Anlagen zur Salzerzeugung gab, gab Cesenatico diese Tätigkeit auf. Stattdessen übernahm der Hafen die Handels- und Fischereifunktion, die ihn noch heute auszeichnet. Die neue Welle des Wohlstands veranlasste die Bevölkerung von Cesenatico, die volle Autonomie von der Stadt Cesena zu beanspruchen. Diese ersten Anzeichen wurden von der Kirche blockiert, die versuchte, die vorher festgelegte Ordnung auch aus Kostengründen aufrechtzuerhalten. 1798 trennte sich Cesenatico von Cesena und wurde eine eigenständige Gemeinde; Mit der Ankunft der Österreicher im folgenden Jahr wurde die alte Ordnung wiederhergestellt, doch bereits im Juli 1800 kehrten die Franzosen zurück und die Küstenstadt wurde wieder autonom.
Am 23. April 1815, während des Österreichisch-Neapolitanischen Krieges, fand hier die Schlacht zwischen der Armee des Königreiches Neapel von Joachim Murat und den österreichischen Truppen von General Adam Albert von Neipperg statt. Die Österreicher fügten den Neapolitanern eine Niederlage zu, die zum Rückzug gezwungen wurden.
Am 21. Dezember 1827 gewährte Papst Leo XII. Cesenatico die endgültige Autonomie von Cesena. Anschließend kam es jedoch noch zu Grenzstreitigkeiten mit der Bevölkerung von Cesena, die am 3. Juni 1842 endeten. Zwischen den zwanziger und dreißiger Jahren des 19. Jahrhunderts ließen sich hier zahlreiche Fischerfamilien aus Chioggia nieder, eingeladen von den Behörden und den örtlichen Kaufleuten, die die Stadt in einen der wichtigsten Fischereihäfen der oberen Adria verwandeln wollten. In der Nacht vom 1. auf den 2. August 1849 drang Giuseppe Garibaldi mit seiner Frau und einigen Gefolgsleuten in die Stadt ein, mit der Absicht, einige Frachtsegler zu requirieren und nach Venedig zu gelangen, wo Daniele Manin noch immer Widerstand gegen die Österreicher leistete. Nachdem er Cesenatico in Besitz genommen hatte, verließ Garibaldi die Stadt an Bord eines dieser Boote. Seine Flottille wurde jedoch an der Südküste des Po-Deltas von einem Geschwader der kaiserlich-österreichischen Marine abgefangen; Garibaldi war daher gezwungen, im Hafen von Magnavacca von Bord zu gehen, um einer Gefangennahme zu entgehen. Mit der Volksabstimmung vom März 1860 wurde Cesenatico dem Königreich Sardinien angegliedert, das im folgenden Jahr im Königreich Italien aufging.
Zu Beginn des 21. Jahrhunderts wurde das historische Zentrum von Cesenatico vollständig zur Fußgängerzone erklärt und saniert.

## Städtepartnerschaften
Cesenatico hat Städtepartnerschaften geschlossen mit
- Aubenas, Frankreich
- Delfzijl, Niederlande
- Schwarzenbek, Deutschland
- Sierre, Schweiz
- Zelzate, Belgien

## Stadtteile
- Bagnarola
- Borella
- Cannucceto
- Sala
- Valverde
- Villalta
- Villamarina
- Zadina

## Söhne und Töchter der Stadt
- Pio Caimmi (1905–1968), Radrennfahrer
- Marcella Hazan (1924–2013), Kochbuchautorin
- Emilio Pericoli (1928–2013), Sänger
- Giorgio Ghezzi (1930–1990), Fußballspieler
- Marco Pantani (1970–2004), Radrennfahrer

## Bilder

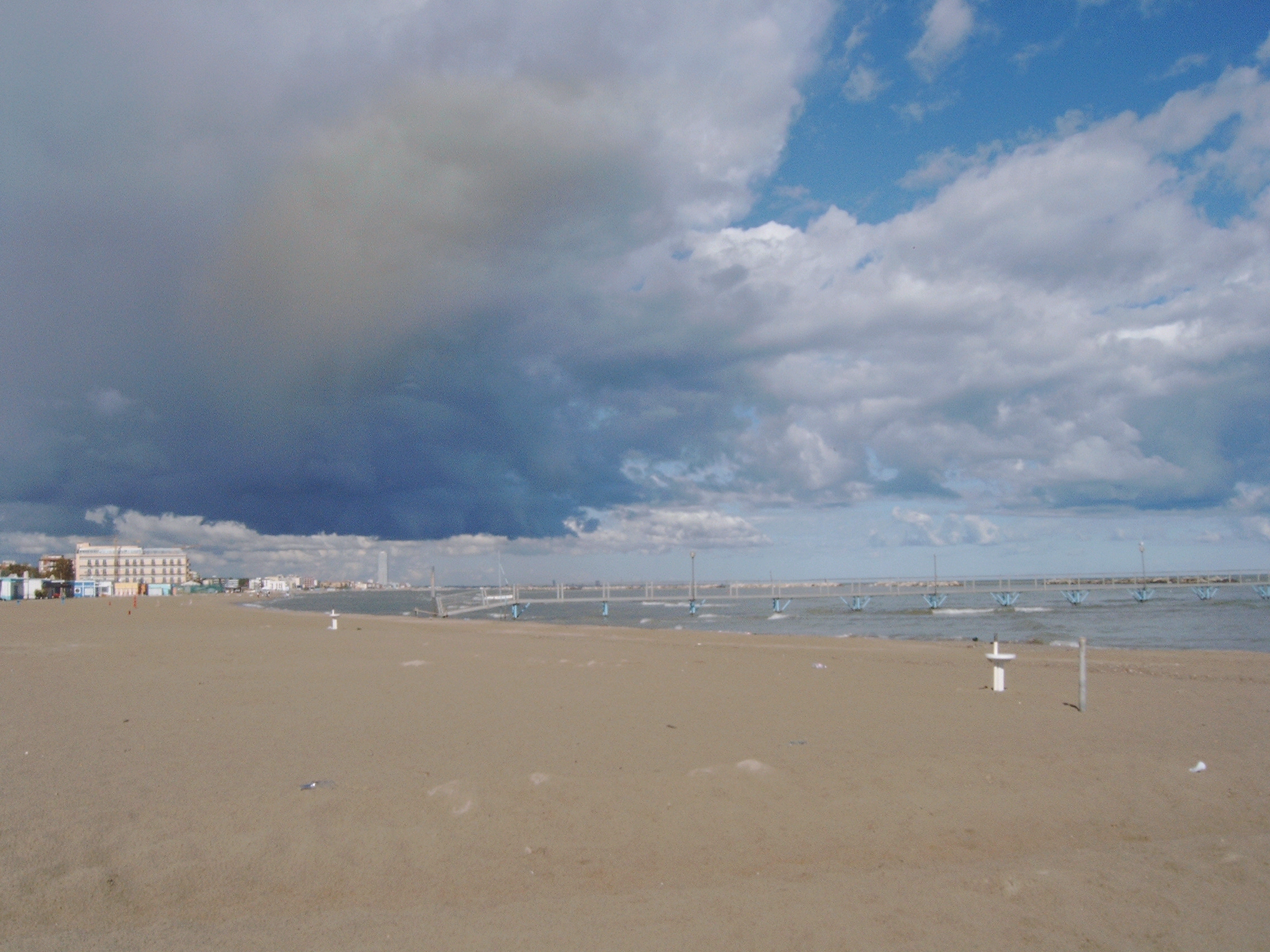
Strand
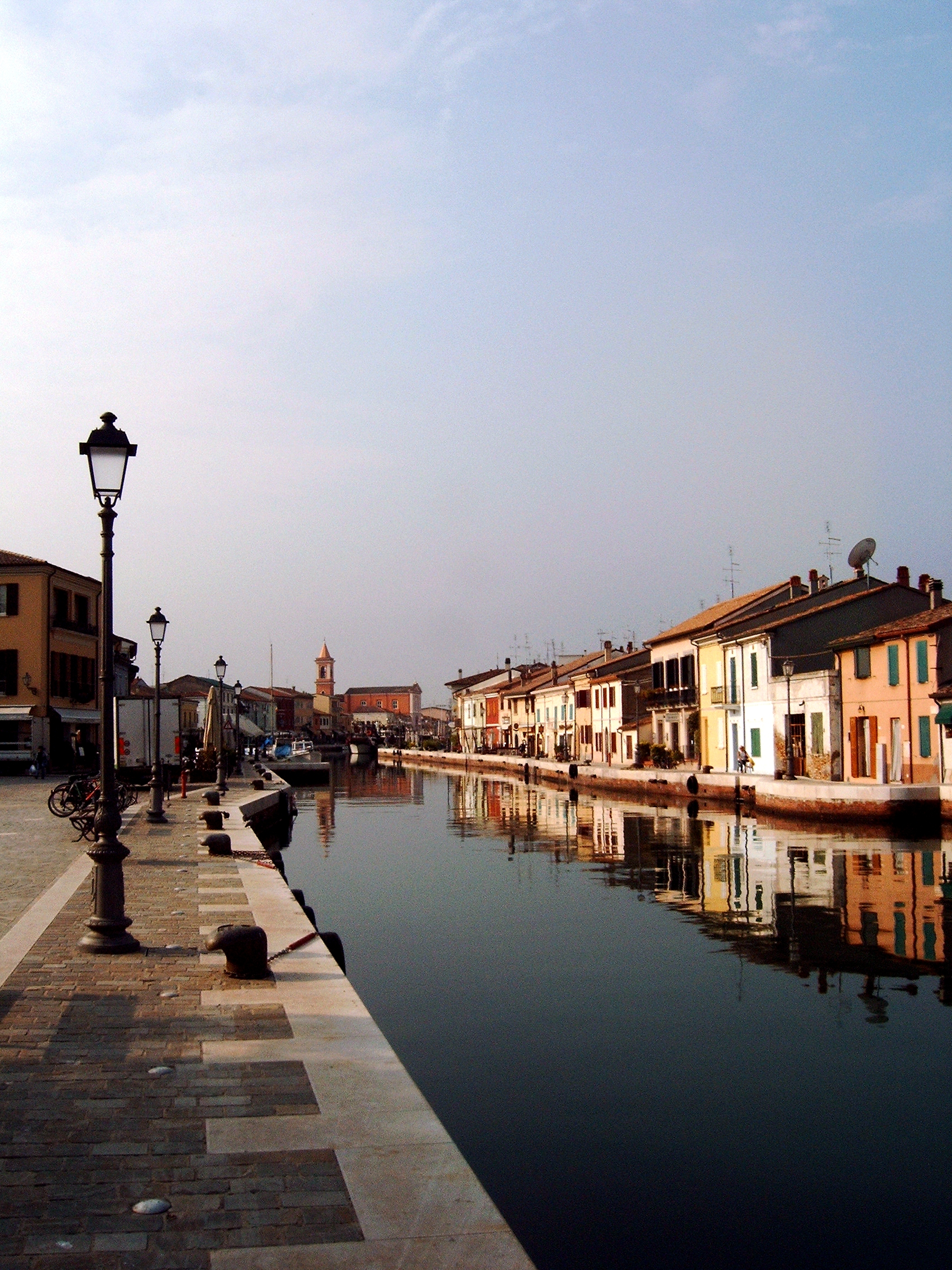
Hafen
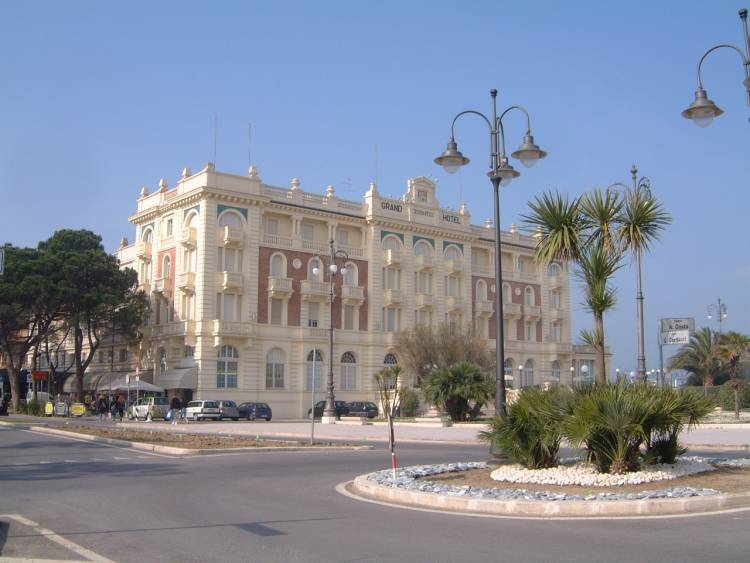
Grand Hotel Cesenatico
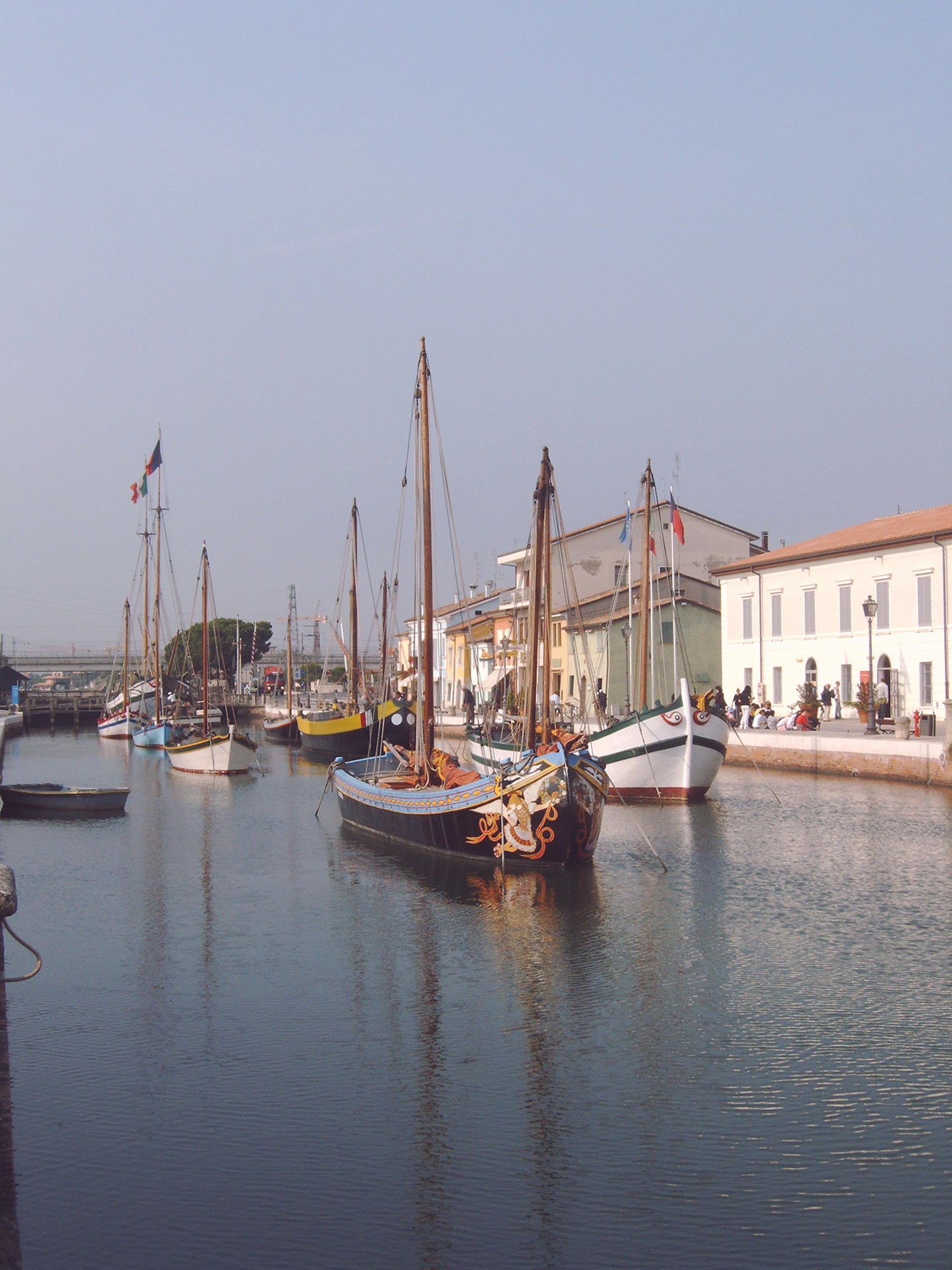
Museumsschiffe im Hafen
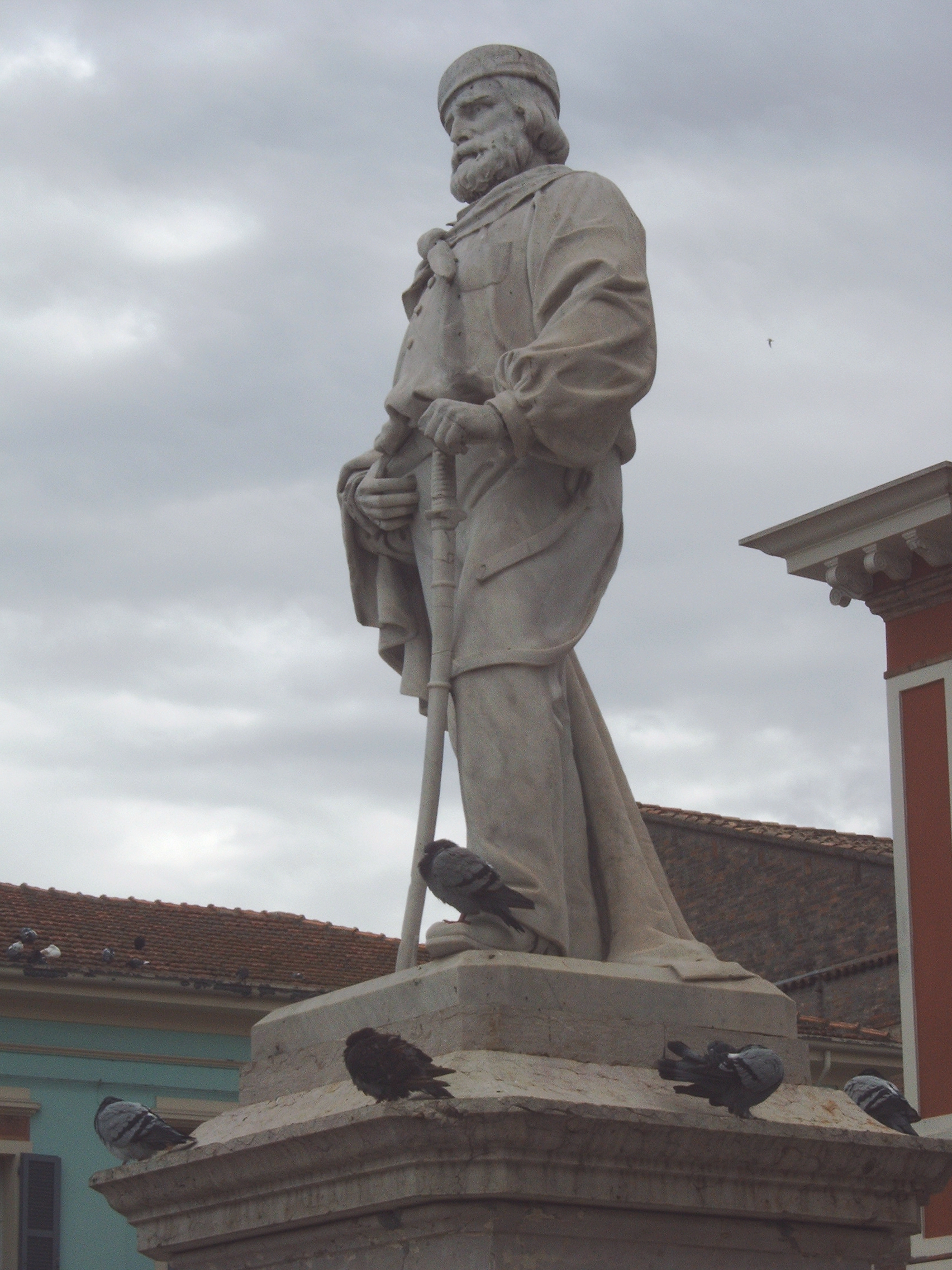
Denkmal von Giuseppe Garibaldi
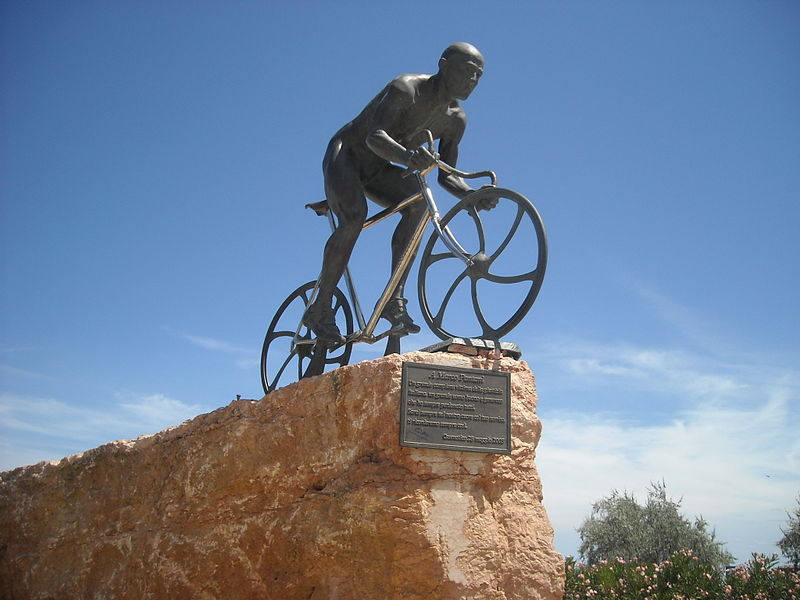
Statue von Marco Pantani